# Festuca arundinacea
Festuca arundinacea é uma espécie de planta com flor pertencente à família Poaceae. 
A autoridade científica da espécie é Schreb., tendo sido publicada em Spicilegium Florae Lipsicae 57. 1771.

## Portugal
Trata-se de uma espécie presente no território português, nomeadamente no Arquipélago da Madeira.
Em termos de naturalidade é introduzida na região atrás indicada.

## Protecção
Não se encontra protegida por legislação portuguesa ou da Comunidade Europeia.